# Número de acesso (biblioteconomia)

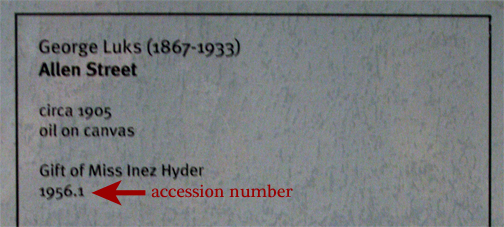
Cada objeto em galerias tem um rótulo, onde você vai encontrar esse objeto a adesão do número.

Em bibliotecas, galerias de arte, museus e arquivos, um número de acesso, ou número de entrada, é um identificador único atribuído, e alcança o controle inicial de cada aquisição. A atribuição de números de acesso ocorre tipicamente no ponto de adesão ou catalogação. O termo é um pouco errôneo, porque o número de acesso do formulário é muitas vezes alfanumérico..
Se um item é removido da coleção, o seu número é geralmente não é reutilizado para novos itens.
Em bibliotecas, este sistema de numeração é geralmente em adição para a classificação bibliográfica (número ou código alfanumérico) e o ISBN ou Número Internacional normalizado do Livro atribuído pelos editores.
Os números de acesso também são usados em botânica, por instituições com coleções vivas como arboreta, jardins botânicos, etc., para identificar plantas ou grupos de plantas que são do mesmo táxon, são do mesmo tipo de propágulo (ou tratamento), foram recebidas de de a mesma fonte, foram recebidos ao mesmo tempo. Herbário e outras instituições botânicas que coletam material não vivo também usam números de acesso.
Um número de acesso pode incluir o ano adquirido, às vezes a data completa (como no Museu Britânico), e um número sequencial separado por um ponto. Além disso, departamentos ou classificações de arte dentro da coleção ou museu podem reservar seções de números. Por exemplo, objetos identificados pelos números 11.000 até 11.999 podem indicar objetos obtidos pelo museu em 1911; os primeiros 300 números podem ser usados para indicar a arte brasileira, enquanto os próximos cinquenta (11301-350) podem ser usados para a arte portuguesa. Em alguns casos, eles também incluem letras e outras pontuações, como vírgulas, hífens ou barras.
Em instituições mais antigas, os sistemas de numeração mais simples são, por vezes, mantidos ao lado ou incorporados em sistemas mais novos. Quando os objetos são únicos, as instituições normalmente precisam manter o número original de alguma forma, pois ele terá sido usado em referências antigas que ainda são úteis em estudos acadêmicos. Em particular, coleções de manuscritos usam o prefixo "MS", e muitos manuscritos bem conhecidos são conhecidos por seus antigos números de MS, muitas vezes incorporando um prefixo para uma coleção particular dentro de uma biblioteca. Essas coleções podem ser divididas por ex-proprietários, como com várias coleções "closed" da Biblioteca Britânica, ou por idioma, como acontece com Froissart de Luís de Gruuthuse (BnF MS Fr. 2643-6), indicando um manuscrito de dois volumes em francês na Bibliothèque nationale de France.